# Petra Fröhlich
Petra Fröhlich (* 1974 in Schwabach als Petra Maueröder) ist eine deutsche Computerspielejournalistin.

## Leben
Petra Fröhlich wuchs als älteres von zwei Geschwistern auf. Sie verließ das Gymnasium nach der 10. Klasse und machte eine Ausbildung; anschließend holte sie das Fachabitur nach. Sie ist staatlich geprüfte kaufmännische Assistentin.
Fröhlich ist verheiratet und lebt in Zirndorf, in der Nähe von Nürnberg und Fürth.

## Karriere
Petra Fröhlich war von 1995 bis Ende 2014 bei Computec Media in Fürth angestellt. Sie arbeitete seit 1992 zunächst als freie Autorin und begann dort 1995 als Redakteurin der Zeitschrift PC Games. 2000 wurde sie dort Chefredakteurin – bis 2001 zusammen mit Florian Stangl, danach bis 2004 zusammen mit Christian Müller. Von 2004 bis 2014 war sie die alleinige Chefredakteurin der PC Games, play⁴, N-Zone, X3, XBG Games (ab Mai 2012) und PlayBlu (von Mai 2012 bis zur Einstellung).
Von 2007 bis 2013 war sie zusätzlich Chefredakteurin der im gleichen Verlag erschienenen PC Action.
Nach dem Weggang von Computec Media gründete sie im September 2015 die Branchen-News-Website GamesWirtschaft.